# Huttonsville
Huttonsville – miasto w Stanach Zjednoczonych, w stanie Wirginia Zachodnia, w hrabstwie Randolph.